# 治心斋琴学练要
《治心斋琴学练要》，古琴谱。清乾隆四年王善撰辑。

## 琴谱介绍
治心斋刊本，五卷，编前有乾隆七年壬戌帅念祖序，四年己未王氏序，九年甲子杨屾序，辑不记撰作年月之李谦德序，序后为凡例及乾隆二十三年戊寅刘一德撰作之元伯王先生傳赞、总目等。卷一卷二論琴，卷三至卷五琴谱，谱前有小记，谱内记收二十六曲，凡三十谱。